# Simon Boccanegra
A Simon Boccanegra Giuseppe Verdi egyik háromfelvonásos operája. Szövegkönyvét Francesco Maria Piave írta Antonio García Gutiérrez azonos című drámája alapján. Ősbemutatójára 1857. március 12-én került sor a velencei Teatro La Fenicében. Magyarországon először 1937. június 11-én mutatták be a budapesti operaházban.

## Szereplők
| Szereplő                                                              | Hangfekvés   |
| --------------------------------------------------------------------- | ------------ |
| Simon Boccanegra, kalóz, majd Genova dózséja                          | bariton      |
| Amelia Grimaldi                                                       | szoprán      |
| Jacopo Fiesco, genovai nemes                                          | basszus      |
| Gabriele Adorno, genovai nemes                                        | tenor        |
| Paolo Albiani, a dózse kancellárja                                    | bariton      |
| Pietro, genovai polgár                                                | basszus      |
| Az íjászok kapitánya                                                  | tenor        |
| Amelia komornája                                                      | mezzoszoprán |
| Egy testőrhadnagy                                                     | bariton      |
| Katonák, kikötőmunkások, tengerészek, nép, szenátorok, a dózse udvara |              |

## Cselekmény
Helyszín: Genova
Idő: 14. század közepén, az előjáték és az első felvonás között 25 év telt el

### Prológus
Tér Genovában, Fiesco palotája előtt
A becsvágyó Paulo Albiani és Pietro elhatározzák, hogy ráveszik a népet, hogy az egykori kalózt, Simon Boccanegrát válasszák meg dózsénak. Boccanegra meglepődik a javaslaton, de elvállalja a jelöltséget, mivel reméli, hogy sikerül majd viszontlátnia nagy szerelmét, Mariát, akit Fiesco, a gőgös patrícius a világ elől rejteget, mert nem akarja feleségül adni a rangon alulinak tartott kalózhoz, akitől Mariának gyermeke is született. Fiesco azzal a feltétellel hajlandó kibékülni Boccanegrával, ha unokáját megkapja. Boccanegrától azonban megtudja, hogy a gyermek titokzatos módon eltűnt. Boccanegra erőszakkal behatol Fiesco palotájába, ahol halva találja szerelmét. A téren a nép az újonnan megválasztott dózsét ünnepli.

### Első felvonás
Első jelenet
25 évvel később. A Grimaldi palota kertje
A tengerparton a fiatal Amelia Grimaldi, aki a Pater Andrea álnevet viselő Fiesco gyámsága alatt áll, elmereng; gyerekkorára emlékezik, arra, hogy elrabolták és elszakították apjától. Amelia Gabriele Adornót, a plebejus származású Simon Boccanegra ellen lázadó patríciusok egyik ifjú vezetőjét szereti. Fiesco elmondja Gabrielének, hogy Ameliát örökbefogadták és valójában alacsony sorból származik. A férfi ennek ellenére kitart házasságkötési terve mellett. Fiesco Adornóval karöltve felkelést szervez a dózse ellen. Közben a dózse megérkezik, nőül akarja kérni Ameliát bizalmasa, Paolo számára. A dózsének Amelia bevallja, hogy mást szeret és ráadásul ő maga nem is az, akinek gondolják. Miután elmeséli a múltját a dózsének és megmutatja neki édesanyja arcképét, a dózse felismeri benne lányát. Apa és lánya sírva borulnak egymás nyakába. A dózse közli Paolóval, hogy Ameliáról le kell mondania. Paolo elhatározza, hogy bosszút áll. Pietróval megegyezik, hogy elrabolják a lányt és ők maguk a lázadó patríciusok mellé állnak.
Második jelenet
Tanácsterem a dózse palotájában
Boccanegra megpróbálja rávenni a tanács tagjait, hogy ne üzenjenek háborút Velencének. Békefelhívása azonban eredménytelen marad. Közben háborgó tömeg érkezik a palotába. Gabriele Adornót hurcolják a dózse elé, akit azzal gyanúsítanak, hogy megölt egy Lorenzo nevű férfit. Gabriele elmondja, hogy azért ölte meg, mert elrabolta Ameliát. Halála előtt azonban Lorenzo elmondta neki, hogy felsőbb utasításra cselekedett. Adorno magát a dózsét gyanúsítja és megpróbálja leszúrni, de Amelia közéjük veti magát. A lány elmeséli, hogyan rabolták el és hogy sikerült megmenekülni: Lorenzo a dózse említésére rémült meg és engedte őt el. Gabriele átadja kardját a dózsénak, miután rájön, hogy nem ő volt a felbújtó. Boccanegra azt gyanítja, hogy Paolo adott megbízást a lány elrablására, a névtelen bűnöst pedig elátkozza és kényszeríti a mellette álló Paolót, hogy mondja utána az átok szavait. Így Paolo saját magát átkozza meg.

### Második felvonás
Terem a dózse palotájában
Paolo a dózsét magával akarja ragadni a vesztébe, mérget tesz poharába és kihozatja a börtönből Fiescót meg Gabrielét, remélve, ha a méreg nem válik be, majd a két ellensége végez vele. Fiesco az ajánlatot visszautasítja. Gabrielével Paolónak azonban sikerül elhitetnie, hogy a dózse szerelmi játékokra használja Ameliát. Gabriele bosszút akar állni a dózsén. Mikor a dózsétől Amelia megtudja, hogy Gabriele számára nincs kegyelem, elárulja neki, hogy Gabrielével szeretik egymást. A dózsét kétségek gyötrik: egyik legfőbb ellenségének kellene megkegyelmeznie. A dózse megissza a lassan ható méreggel kevert vizet. A bosszúra szomjas Gabriele az alvó dózséra akar támadni, de Amelia közbelép és megakadályozza szándékában. Amikor Adorno megtudja, hogy Amelia tulajdonképpen a dózse lánya, bocsánatot kér és felajánlja támogatását. Felbukkannak a lázadó patríciusok, Gabriele azonban Boccanegra kérésére feltartóztatja őket.

### Harmadik felvonás
Terem a dózse palotájában, kilátással a tengerre
Boccanegra szabadon bocsátja Fiescót, Paolót viszont, aki átállt ellenségei sorába, akasztófára küldi. Halála előtt Paolo elárulja Fiescónak, hogy mérget csempészett a dózse italába. A utcán az Ameliát és Gabrielét kísérő nászmenet vonul. Fiesco a haldokló Boccanegrához lép, aki ekkor ismeri fel benne szerelme apját. Fiesco gyűlölete csak akkor enyhül, amikor a dózse megmondja neki, hogy Amelia a lánya és egyszersmind Fiesco unokája. Fiesco elárulja Boccanegrának, hogy méreg volt az italban, amit megivott. Amelia megtudja apjától, hogy Fiesco a nagyapja. Boccanegra belenyugszik a sorsába és kinevezi utódjának Gabriele Adornót, majd Maria nevével az ajkán hal meg. A nép együtt mond imát Simon Boccanegráért.

## Híres áriák, zeneművek
- Il lacerato spirito - Fiesco áriája (Prológus)
- Come in quest'ora bruna - Maria Boccanegra (Amelia) áriája (első felvonás)
- Nell'ora soave - Maria Boccanegra (Amelia) áriája (első felvonás)
- Plebe! Patrizi! - Simon Boccanegra áriája (első felvonás)
- Sento avvampar nell'anima - Gabriele Adorno áriája (második felvonás)